# Anne Haney
Anne Ryan Haney, nascida Anne Ryan Thomas (Memphis, 4 de março  de 1934 - Studio City, 26 de maio de 2001), foi uma atriz americana, de teatro, televisão e cinema. Mais lembrada por seus papéis no cinema como a assistente social Sra. Sellner em Mrs. Doubtfire (1993), e como a secretária Greta em Liar Liar (1997).
Haney nasceu em Memphis, Tennessee. Ela era casada com John Haney, um executivo de televisão pública que conheceu na Universidade da Carolina do Norte, em Chapel Hill, onde ela estudava teatro, rádio e televisão. Após sua morte em 1980, ela se mudou com a filha para o Sul da Califórnia, onde começou sua carreira de atriz. Haney era amiga íntima do ator Robert Reed. Ela e a filha de Reed, Karen, eram as únicas pessoas que Reed permitia visitá-lo enquanto estava morrendo de câncer de cólon.
Anne faleceu de 2001, de insuficiência respiratória, aos 67 anos.